# Préfecture de Bas-Mono
Le Bas-Mono est une préfecture située dans la région maritime au sud du Togo,. La préfecture couvre 327 km 2, avec une population en 2022 de 94 860.
Les cantons (divisions administratives) du Bas-Mono comprennent Afagnagan, Agomé-Glouzou, Attitogon, Afagnan-Gbléta, Hompou, Agbétiko et Kpétsou.